# Tadeusz Szczepaniak
Tadeusz Szczepaniak (ur. 14 lutego 1931 w Starym Sączu, zm. 25 czerwca 2018 w Gdańsku) – polski ekonomista, naukowiec.

## Życiorys
Ukończył starosądeckie liceum w 1950 roku. Tytuł magistra uzyskał w 1955 w Wyższej Szkole Ekonomicznej w Sopocie, a doktorem nauk ekonomicznych został w 1962 roku. Pięć lat później uzyskał habilitację. Jego specjalnością naukową był transport międzynarodowy (ekonomika, polityka, zarządzanie). Funkcję asystenta pełnił już po drugim roku studiów. W pracy naukowo-dydaktycznej zajmował wiele ważnych stanowisk i funkcji. W latach 1952–1970 pracował w Wyższej Szkole Ekonomicznej w Sopocie i tu uzyskał tytuł docenta. Od 1970 roku był pracownikiem Uniwersytetu Gdańskiego. Na tej uczelni w roku 1972 uzyskał tytuł profesora nadzwyczajnego, a w 1979 profesora zwyczajnego.
W latach 1975–1978 pełnił funkcję dziekana Wydziału Ekonomiki i Transportu, w latach 1978–1993 był dyrektorem Instytutu Handlu Zagranicznego Uniwersytetu Gdańskiego. W latach 1957–1960 brał udział w pracach Międzynarodowej Komisji Nadzoru i Kontroli w Wietnamie, będąc również tłumaczem. Pełnił także funkcję prezesa Oddziału Morskiego Polskiej Izby Handlu Zagranicznego w Gdyni i przewodniczącego Rady Naukowej Instytutu Morskiego w Gdyni.
Był członkiem Kolegium Redakcyjnego miesięcznika „Spedycja i Transport” oraz doradcą i konsultantem holendersko-polskiej firmy konsultingowej Prosperitas w Sopocie. Prowadził badania na temat ekonomiki i organizacji transportu międzynarodowego, międzynarodowych przewozów transportowych, handlu morskiego i polityki żeglugowej USA. W tych dziedzinach wydał dwanaście obszernych publikacji naukowych. Wypromował około dwustu magistrów i osiemnastu doktorantów. Współpracował z wieloma ekonomicznymi uczelniami zagranicznymi, między innymi z RUCA – Uniwersytet w Antwerpii, z Netherlands Economic Instytute w Rotterdamie, z Federal Maritime Commision w Waszyngtonie.
Zmarł w Gdańsku, pochowany na cmentarzu komunalnym w Sopocie (kwatera N2-6-9).

## Ordery i odznaczenia
- Krzyż Oficerski Orderu Odrodzenia Polski
- Krzyż Kawalerski Orderu Odrodzenia Polski (1973)[3]
- Złoty Krzyż Zasługi
- Srebrny Medal Uniwersytetu Gdańskiego „Doctrinae Sapientiae Honestati” (2016)[4]

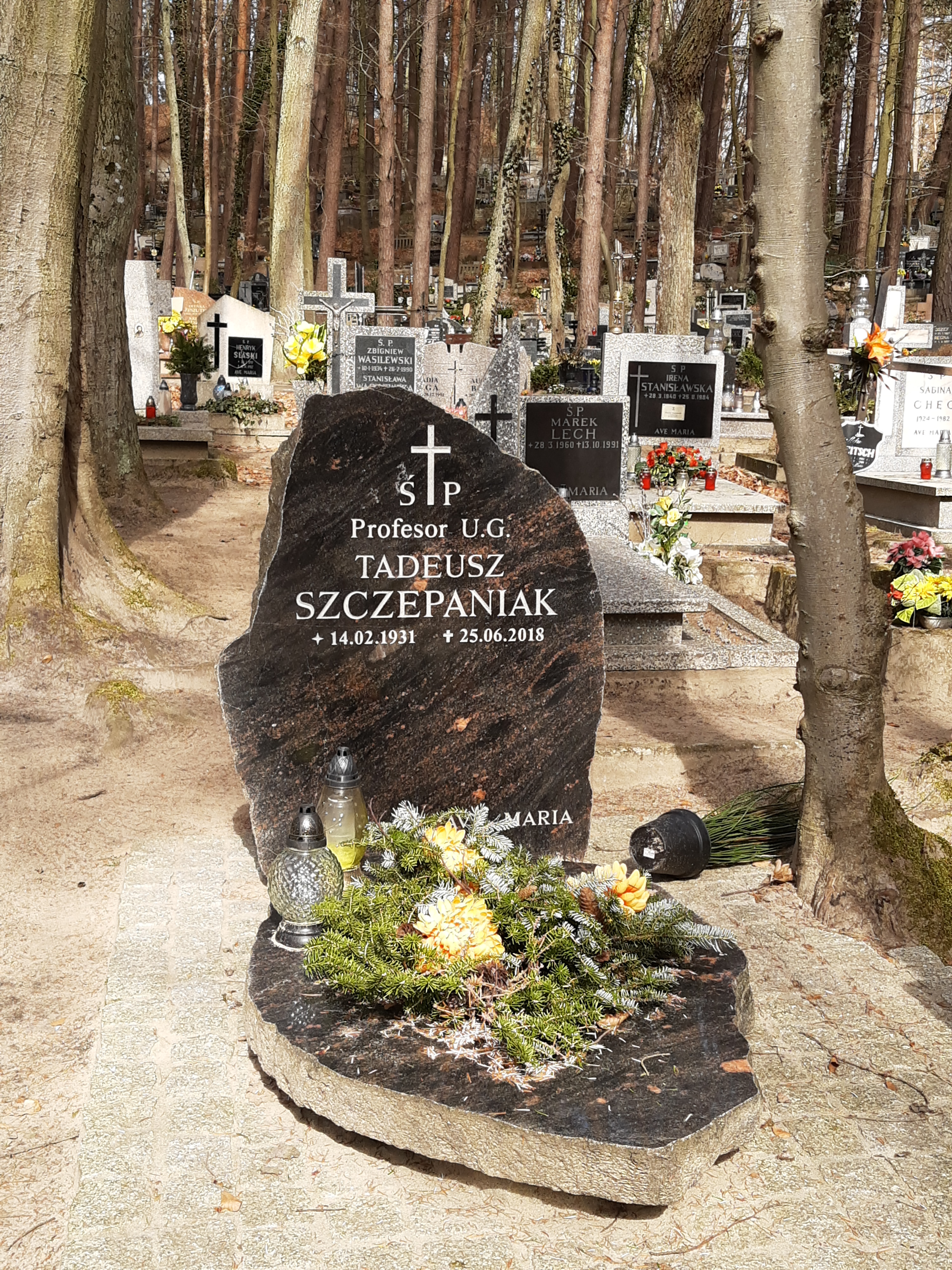
Grób prof. Tadeusza Szczepaniaka na cmentarzu komunalnym w Sopocie